# گورستان هفت چشمه ریز هل
گورستان هفت چشمه ریز هل مربوط به دوران‌های تاریخی پس از اسلام سده چهارم تا هفتم است و در شهرستان پل‌دختر، بخش مرکزی، دهستان ملاوی، روستای گل گل سفلی واقع شده و این اثر در تاریخ ۱۵ دی ۱۳۸۷ با شمارهٔ ثبت ۲۴۲۷۸ به‌عنوان یکی از آثار ملی ایران به ثبت رسیده است.